# 圣乔治-比加雷洛
圣乔治-比加雷洛（義大利語：San Giorgio Bigarello），2018年之前名为圣乔治-迪曼托瓦（義大利語：San Giorgio di Mantova），是意大利曼托瓦省的一个市镇。总面积24平方公里，人口9383人，人口密度391.0人/平方公里（2009年）。国家统计（ISTAT）代码为020057。